# Burg Walternienburg
Die Burg Walternienburg ist eine kleine Burg an der Nuthe in Walternienburg, einem Ortsteil von Zerbst/Anhalt bei Magdeburg in Sachsen-Anhalt. Mittelalterliche Bauten sind der Bergfried und wahrscheinlich Teile der Ringmauer. Das ehemalige Wall-Graben-System ist gut zu erkennen.

## Geschichte
Im Zusammenhang mit der Schenkung des Handels- und Honigzehnts an das Erzstift Magdeburg wurde die Walthernienburg als „nigenburg“ 973 erstmals urkundlich erwähnt. Ein Jahr später kam der Kreis („pagus“) „nigenburg“ an das Stift Quedlinburg. Dessen Äbtissin belehnte die Herren von Arnstein damit.
Es ist noch nicht geklärt, ob es sich bei der Burg um eine frühdeutsche Befestigung ähnlich wie in Loburg handelte oder um eine ältere slawische Burg. Nachdem die Anlage ihre strategische Bedeutung als Grenzburg verloren hatte, diente sie als Verwaltungssitz. Als Vögte des Quedlinburger Stifts dienten die Grafen von Arnstein-Barby.
Im 14. Jahrhundert wurde der noch heute erhaltene 30 Meter hohe Bergfried errichtet. Er besaß eine Mauerstärke von 3,5 Metern, und sein Innenraum maß zwei mal zwei Meter. 1359 tauchte erstmals der Namenszusatz „Walter-“ auf, der möglicherweise auf den Grafen Walter II. von Arnstein-Barby zurückgeht. Nach dem Aussterben der Grafen Barby wurde das Amt Walternienburg 1659 durch das Fürstentum Anhalt-Zerbst verwaltet.
In die zweite Hälfte des 18. Jahrhunderts fallen große Umbaumaßnahmen, deren Ergebnis das Aussehen der Burg bis ins 20. Jahrhundert prägten. Ab 1815 war Walternienburg in preußischem Besitz.
Nach dem Zweiten Weltkrieg wurde die Burg nur noch zu Wohnzwecken genutzt und verfiel zunehmend. Als nach 1973 keine Nutzung mehr gegeben war, erfolgte ab 1988 der Abriss der Burggebäude.

Raum im Fachwerkaufsatz des Bergfrieds
System aus Wall, Graben und Ringmauer